# Cumella turgidula
Cumella turgidula är en kräftdjursart som beskrevs av Hale 1945. Cumella turgidula ingår i släktet Cumella och familjen Nannastacidae. Inga underarter finns listade i Catalogue of Life.